# Deutsche Ostmesse Königsberg

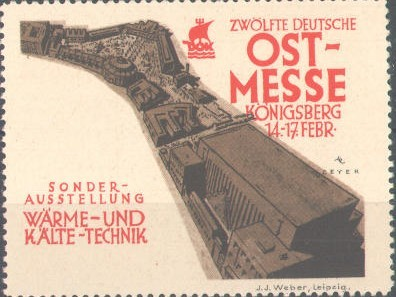
Timbre-poste faisant la promotion de l'Ostmesse

L'Ostmesse, officiellement le Deutsche Ostmesse Königsberg (DOK), était un salon événementiel à Königsberg, en Allemagne. Il a été créé pour aider au rétablissement de la province de Prusse-Orientale après sa séparation géographique du reste de l'Allemagne après la Première Guerre mondiale.

## Histoire
Le maire Hans Lohmeyer a eu l'idée d'organiser un salon à Königsberg pour remonter le moral de la population et améliorer l'économie; des salons similaires après-guerre ont eu lieu à Breslau (Wrocław), Francfort et Posen (Poznań). La première Ostmesse, inaugurée par le président Friedrich Ebert le 26 septembre 1920, s'est tenue au zoo de Königsberg et couvrait 50 000 m 2.
L'année suivante, l'Ostmesse a déménagé vers un nouveau site conçu par Hanns Hopp le long de Wallring et Hansaring, juste au nord de Steindamm et de Tragheim. Ce site permanent comprenait initialement 60 000 m 2 et a été financé à hauteur de 7,5 millions de marks par le gouvernement allemand et 2,5 millions de marks par l'État libre de Prusse. Sept halls couvrant 23 000 m 2 ont ensuite été construits. Le Handelshof a été construit à proximité de 1922 à 1923, mais a été rarement utilisé et est devenu le nouvel hôtel de ville. À partir de 1925, des démonstrations techniques ont eu lieu à la Haus der Technik. À la fin des années 1920, l'Ostmesse comprenait 80 000 m 2. Les plans d'expansion vers l'ouest à proximité de la gare de Nordbahnhof ont été interrompus par le déclenchement de la Seconde Guerre mondiale.
Les premières foires étaient de nature provinciale et essentiellement agricole, mais bien accueillies par les Prussiens de l'Est. Une description populaire de la foire était "Des ganzen Ostens Presse meist die Königsberger Messe preist" (toute la presse orientale a fait l'éloge de la foire de Königsberg). La foire du printemps 1922 comprenait 1 650 entreprises, tandis que la foire de l'automne 1923 comptait 2 500 exposants. Outre les produits en vedette et les expositions techniques, les salons ultérieurs ont inclus la construction, le bétail, la pêche, la chasse et d'autres expositions spéciales. La dixième foire a été ouverte le 17 février 1925 par le chancelier Hans Luther.
La participation étrangère a augmenté à mesure que la foire grandissait et comprenait l'Estonie, la Finlande, la Hongrie, la Lettonie, la Pologne, la Suède, la Turquie et surtout l'Union soviétique. L'Ostmesse de Königsberg et le salon de Leipzig ont été reconnus comme les seuls salons officiels allemands. La première foire a eu lieu en septembre 1920, après quoi elles ont eu lieu en février et août  jusqu'en 1928, date à laquelle, pour des raisons économiques, elles ont commencé à se tenir chaque année, généralement à la fin août. L'Ostmesse comptait 1 873 entreprises et 65 000 visiteurs en 1930, 120 000 visiteurs en 1933 et 204 000 visiteurs en 1937. La foire a été dirigée par le Dr Erich Wiegand jusqu'en 1930, date à laquelle lui a succédé le consul Hans Jonas. La dernière foire a eu lieu en octobre 1941 pendant la Seconde Guerre mondiale.